# Чанакја
Чанакја (санскрит: चाणक्य Cāṇakya) (око 350-283. п. н. е.) је био индијски писац, мислилац, професор, министар и саветник Чандрагупте, првог владара Мауријског царства. Познат је и под именима Каутиља и Вишнугупта. Његова најпознатија дела су „Арташастра“ и „Нитишастра“. У првом од њих Чанакја отворено признаје да је учествовао у свргавању династије Нанда и да је омогућио Чандрагупти да дође на власт. Својим саветима му је помогао да створи велику државу, која се простирала од данашњег Ирана на северозападу до државе Мисор на југу. Чанакја се такође сматра пиониром на пољу економских и политичих наука. Његови радови су били изгубљени при крају Гупта царства и нису били поновно откривени до раног 20. века. У делу „Артхашастра“ он се детаљно бави питањима монетарне и фискалне политике, међународних односа и ратних стратегија. Са друге стране, „Нитишастра“ представља дискусију о идеалном начину живота, показујући колико је Чанакја детаљно проучавао индијску културу и стил живота. Написао је и велики број афоризама у којима саветује људима како треба да се понашају.

## Биографија
Чанакја је био учитељ Чандрагупта Маурија. Он је служио на двору Чандрагупте и Биндусара. Према Џорџу Моделском, Чанакја се сматра да је био иста осова као и Каутилја, Брамани који је служио као главни министар код Чандрагупте док је он формирао Мауријско царство.

## Легенде

### Будистичка верзија
Легенда о Чанакји и Чандрагупти је детаљно описана на пали језику у будистичким хроникама Шри Ланке. Она се не помиње у Дипавамси, најстаријој од тих хроника. Најстарији будистички извор који помиње ову легенду је Махавамса, која се генерално датира између 5. и 6. века. Вамсатапакисанско (такође познато као Махвамса Тика), тумачење Махавамсе пружа нешто више детаља о легенди. Његов аутор је непознат, и оно се различито датирана од 6. до 13. века. Неки други текстови пружају додатне детаље о легенди; на пример, Маха Боди Вамса и Атаката дају имена девет краљева Нанда за које се наводи да су претходили Чандрагупти.
Према будистичкој легенди, Нанда краљеви који су претходили Чандрагупти били су разбојници који су се претворили у владаре. Чанакја (: Cāṇakka у Махавамси) је био Брамин из Такасиле (Такшашиле). Он је био добро упућен у три Веде и политику. Он је имао псеће зубе, за које се веровало да су знак краљевске лозе. Његова мајка се бојала да ће је занемарити након што постане краљ. Да би је смирио, Чанакја је поломио своје зубе.
Чанакја је имао ружан изглед, додатно наглашен његовим изломљеним зубима и кривим стопалама. Једног дана, краљ Дана Нанда је организовао церемонију давања милости Браминима. Чанакја је отишао до Пупапура (Пушпапура) да присуствује тој церемонији. Згрожен његовим ружним изгледом, краљ је наредио да он буде избачен из скупа. Чанакја је тад од гнева покидао свој свети конац, и проклео је краља. Краљ је наредио да буде ухапшен, али је Чанакја побегао прерушен у Аџивика. Он се спријатељио са Даниним сином Пабатом, и подстакао га је да заузме престо. Уз помоћ печатног прстена који му је дао принц, Чанакја је побегао из палате кроз тајна врата.
Чанакја је затим отишао у Винја шуму. Тамо је он направио 800 милиона знатних новчића (кахапана) користећи тајну технику која му је омогућавала да претвори 1 новчић у 8 новчића. Након што је сакрио новац, он је почео да трага за особом вредном да буде замена Дана Нанда. Једног дана, он је видео групу деце како се играју: млади Чандрагупта (звани Чандагута у Махавамси) израо је улогу краља, док су се други дечаци претварали да су вазали, министри или пљачкаши. „Пљачкаши” су доведени пред Чандрагупту, који је наредио да њихови удови буду одсечени, али их је онда чудовишно поново причврстио. Чандрагупта је био рођен у краљевској породици, али га је узгајио ловац након што је његовог оца убио узурпатор, а богиње су проузроковале да га његова мајка напусти. Запањен његовом чудесном моћи, Чанакја је платио 1000 златних новчића његовом поочиму, и одвео га са собом обећавајући му да ће га учити да тргује.
Чанакја је сад имао два потенцијална наследника Дана Нанде: Пабата и Чандрагупту. Он је дао сваком од њих амајлију да се носи око врата са вуненом нити. Једног дана, он је одлучио да их тестира. Док је Чандрагупта спавао, он је затражио од Пабате да уклони Чандрагуптин вунени конац без кидања и да при том не пробуди Чандрагупту. Пабата није успео да изврши овај задатак. Неко време касније, када је Пабата спавао, Чанакја је поставио изазов Чандрагупти да оствари исти задатак. Чандрагупта је узео вунену нити тако што је одрубио Пабатину главу. Током следећих 7 година, Чанакја је тренирао Чандрагупту за краљевске дужности. Кад је Чандрагупта одрастао, Чанакја је ископао своје скривено благо од златних новчића, и скупио је војску.
Армија Чандрагупте и Чанакје је напала Дана Нандово краљевство, али се расформирала након што је претрпела тежак пораз. Док су прерушени лутали, два човека су слушала разговор између жене и њеног сина. Дете је појело средину колача, и бацило ивице. Жена га је прекорила, говорећи му да он једе храну попут Чандрагупте, који је напао централни део краљевства уместо да покори гранична села прво. Чанакја и Чандрагупта су схватили своју грешку. Они су подигли нову армију, и започели с покоравањем граничних села. Постепено, они су напредовали до престонице краљевства Паталипутре (Pāṭaliputta у Махавамси), где су убили краља Дана Нанду. Чанакја је наредио рибару да нађе место где је Дона Нанда био сакрио своје благо. Чим је рибар обавестио Чанакју о локацији блага, Чанакја га је убио. Чанакја је затим миропомазао Чандрагупту као новог краља, и задужио човека који се звао Панијатапа да елиминише побуњенике и пљачкаше из краљевства.
Чанакја је почео да меша мале дозе отрова са храном новог краља да би га учинио имуним на непријатељске покушаје тровања. Чандрагупта, који није био свестан тога, једном је поделио храну са својом трудном краљицом, која је била седам дана пред порођај. Чанакја је приспео баш кад је краљица појела отровани залогај. Схвативши да ће она да умре, Чанакја је одлучио да спасе нерођено дете. Он је одсекао краљичину главу и отворио је њен стомак са мачем да би извадио фетус. Током следећих седам дана он је стављао фетус у стомак свеже убијене козе датог дана. Након седам дана, Чандрагуптин син је био „рођен”. Он је добио име Биндусара, пошто је његово тело било умрљано капима („бинду”) козје крви.
Најраније будистичке легенде не помињу Чанакју у њиховом опису Мауријске династије након те тачке. Дамапалино тумачење Терагате, међутим, помиње легенду о Чанакји и Браману званом Субанду. Према том извешћу, Чанакја се бојао да ће га мудри Субанда превазићи на Чандрагуптином двору. Стога је он навео Чандрагупту да ухапси Субанду, чији син Текичакани је побегао и постао будистички монах. Тибетански будистички аутор из 16. века звани Тараната помиње Чанакју као једног од Биндусариних „великих господара”. Према њему, Чанакја је уништио племиће и краљеве у 16 градова и учинио Биндусару владаром свих територија између источног и западног мора (Арабијског мора и Бенгалског залива).

### Ђаинистичка верзија
Легенда о Чандрагупти и Чанакју се помиње у неколико тумачења светамбарског канона. Најпознатија верзија ове ђаинистичке легенде је садржана у тумачењу Ставиравили-Чарита или Паришишта-Парван, које је написао писац Хемачандра из 12. века. Хемачандрино гледиште је базирано на пракритској катанашкој литератури (легендама и анегдотама) састављеној између касног 1. века и средине 8. века. Те легенде су садржане у коментарима (чурнима и тикама) канонских текстова као што су Утарадјајана и Авашјака Нирјукти. Томас Тратман сматра да је ђаинистичка верзија старија и конзистентнија од будистичке верзије легенде.
Према ђаинистичкој верзији, Чанакја је био рођен као дете двоје обичних ђаиниста (шравака) који су се звали Чанин и Чанешвари. Његово место рођења је било село Чанака у Гола вишаји (региону). Идентитет „Гола” региона је неизвестан, мада Хемачандра наводи да је Чанакја био Дравид, из чега произилази да је потицао са југа Индије.
Чанакја је био рођен са пуним сетом зуба. Према монасима, то је био знак да ће он постати краљ у будућности. Чанин није желео да његов син постане охол, и стога је поломио Чанакјеве зубе. Монаси су онда пророковали да ће беба постати сила иза трона. Кад је Чанакја одрастао, постао је учени шравака, и оженио је браманску жену. Њени сродници су је исмејавали што је била удата за сиромашног човека. То је мотивисало Чанакју да посети Паталипутру, и да тражи донације од краља Нанде, који је био познат по својој дарежљивости према браманима. Док је чекао краља на краљевском двору, Чанакја је сео на краљевски трон. Даси (слушкиња) је љубазно понудила Чанакји друго место да седне, али је Чанакја држао своју камандалу (посуду са водом) на њему, и остао је да седи на трону. Слуге су му онда понудиле четири друга места да седне, али сваки пут, он је држао своје разне предмете на тим седиштима, те је одбијао да се макне с престола. Коначно, узнемирени слуга га је скинуо са престола. Разбеснели Чанакја је затим обећао је да ће искоренити Нанду и његову целу установу, као што „велики ветар ишчупа дрво”.
Чанакја је знао да је било предсказано да ће он постати сила иза трона. Стога је он почео да трага за особом која је вредна да буде краљ. Док је лутао, он је учинио услугу трудној кћери сеоског поглавара, под условом да њено дете припадне њему. Та жена је родила Чандрагупту. Кад је Чандрагупта порастао, Чанакја је дошао у његово село и видео га како се игра „краља” са групом дечака. Да би га тестирао, Чанакја је тражио од њега донацију. Бој је рекао Чанакји да узме оближње краве, објављујући да се нико не би усудио да не послуша његово наређење. Овај приказ моћи је убедио Чанакју да је Чандрагупта био вредан да буде краљ.
Чанакја је затим узео Чандрагупту да би освојио Паталипутру, престоницу Нанда. Он је подигао армију користећи богатство које је стекао путем алхемије (dhatuvada-visaradan). Војска је претрпела озбиљан пораз, што је присилило Чанакју и Чандрагупту да побегну са бојног поља. Они су досегли до језера док их је прогонио непријатељски официр. Чанакја да рекао Чандрагупти да скочи у језеро, док се он прерушио у медитирајућег испосника. Кад је непријатељски војних пришао језеру он је питао испосника да ли је видео Чандрагупту. Чанакја је показао на језеро. Кад је војник скинуо свој оклоп да би скочио у језеро, Чанакја је узео његов мач и убио га. Након што је Чандрагупта изашао из воде, Чанакја га је питао, „Шта си помислио, кад сам одао твоју позицију непријатељу?” Чандрагупта је одговорио да је он веровао да ће његов господар донети најбољу одлуку. То је уверило Чанакју да ће Чандрагупта остати под његовим утицајем чак и након што постане краљ. У једној другој прилици, Чанакја је на сличан начин побегао непријатељу тако што је отерао перача, и прерушио се у ту улогу. У једном другом случају, он је пресекао стомак брамина који само што је јео, и узео је храну из њега да би нахранио гладног Чандрагупту.
Једног дана, Чанакја и Чандрагупта су пречули жену која је грдила свог сина. Дете је опржило свој прст стављајући га у средину чиније са врућом цицваром. Жена је рекла свом сину да зато што није почео од хладнијих ивица, он је био будаласт попут Чанакје, који је напао престоницу пре него што је покорио суседне регионе. Чанакја је схватио свогу грешку, и сковао је нови план да порази Нанду. Он је формирао савез са Парватаком, краљем планинског краљевства званог Химаваткута, нудећи му половину Нандиног краљевства.
Након што су осигурали Парватакову помоћ, Чанакја и Чандрагупта су започели са опсадама градова, клонећи се престонице. Један град је пружио посебно јак отпор. Чанакја је ушао у тај град прерушен као шивајизни просјак, и објавио да би опсада била окончана, ако би идоли седам мајки били уклоњени из градског храма. Чим су сујеверни браниоци уклонили идоле из храма, Чанакја је наредио својој армији да оконча опсаду. Кад су браниоци почели да славе своју победу, Чанакјина војска је извршила изненадни напад и заузела град.
Постепено, Чанакја и Чандрагупта су потчинили све регионе изван главног града. Коначно, они су заузели Паталипутру и Чандрагупта је постао краљ. Они су дозволили краљу Нанди да оде у егзил, са свом имовином коју може да натовари на кола. Како су Нанда и његова фамилија напуштали град на колима, његова ћерка је видела Чандрагупту, и заљубила се у новог краља. Она га је изабрала за свог мужа по свајамварској традицији. Како је она силазила са кола, 9 колских зубаца се поломило. Тумачећи ово као знак, Чанакја је објавио да ће Чандрагуптина династија трајати 9 генерација.
У међувремену, Парватака се заљубио у једну од Нандиних виша канји (отровних девојака). Чанакја је одобрио брак, и Парватака је колапсирао кад је дотакао девојку током венчања. Чанакја је затражио од Чандрагупте да не позове доктора. Са Парватакином смрћу Чандрагупта је постао једини владар Нандиних територија.
Чанакја је затим започео са консолидацијом моћи путем елиминације Нандиних лојалиста, који су малтретирали људе у различитим деловима краљевства. Чанакја је сазнао да је међу његовим људима ткач који би спалио било који део своје куће ако је инфестиран бубашвабама. Чанакја је доделио одговорност за поражавање побуњеника том ткачу. Ускоро је краљевство било слободно од побуњеника. Чанакја је такође спалио село у коме су у прошлости одбили да му дају храну. Он је напунио краљевски трезор позивајући богате трговце у свој дом, напијајући их и коцкајући се са наштиманим коцкама.
Једном је краљевство претрпело 12 година дугу глад. Два млада ђаинистичка монарха су почела да једу са краљевског тањира, након што су учинили себе невидљивим користећи магични премаз. Чанакја је осетио њихово присуство путем прекривања пода палате прахом, и пратио је њихове трагове. На следећем оброку, ухватио их је попуњавањем трпезарије густим димом, што је измамило сузе из очију монаха спирајући премаз. Чанакја се жалио о понашању младих монарха главном монарху Акарја Сустити. Акарја је кривио људе што нису добротворни према монасима, након чега је Чанакја почео да великодушно додељује милостиљу монарсима.